# Obrutschewo (Kaliningrad)
Obrutschewo (russisch Обручево, deutsch Groß Wingsnupönen, 1938 bis 1945 Großwingen, auch: Kellmienen, 1938 bis 1945 Kellen (Ostpr.) sowie: Försterei Lappienen, litauisch Vinkšnupėnai, auch: Kelmynė) ist ein Ort in der russischen Oblast Kaliningrad. Er besteht aus drei ursprünglich eigenständigen Orten und gehört zur kommunalen Selbstverwaltungseinheit Stadtkreis Neman im Rajon Neman. Die Ortsstelle Groß Wingsnupönen/Großwingen ist verlassen. 

## Geographische Lage
Obrutschewo liegt am Flüsschen Fichtenfließ (heute russisch: Owraschaja), 17 Kilometer südwestlich der Stadt Sowetsk (Tilsit). Durch den Ort verläuft die russische Fernstraße A 216 (einstige deutsche Reichsstraße 138, heute auch Europastraße 77). Eine Bahnanbindung besteht nicht mehr, seit die frühere Haltestelle Bahnhof Wilhelmsbruch an der Bahnstrecke Kaliningrad–Sowetsk (Königsberg–Tilsit) aufgehoben wurde.

## Geschichte

### Groß Wingsnupönen/Großwingen
Das 1682 zuerst erwähnte Dorf Groß Wingsnupönen bestand vor 1945 aus ein paar kleinen Höfen und Gehöften. Zwischen 1874 und 1945 gehörte das Dorf zum Amtsbezirk Kellmienen, der bis 1922 zum Kreis Niederung, danach zum Landkreis Tilsit-Ragnit im Regierungsbezirk Gumbinnen der preußischen Provinz Ostpreußen gehörte. Im Jahre 1910 waren in Groß Wingsnupönen 226 Einwohner registriert. Ihre Zahl betrug 1933 noch 220 und belief sich 1939 auf 212. Ab dem 3. Juni – amtlich bestätigt am 16. Juli – des Jahres 1938 wurde Groß Wingsnupönen in „Großwingen“ umbenannt. 1945 kam der Ort in Kriegsfolge mit dem nördlichen Ostpreußen zur Sowjetunion.

### Kellmienen/Kellen (Ostpr.)
Das einst Kellmienen genannte Dorf bestand vor 1945 aus verstreut liegenden Höfen. Im Jahre 1874 wurde es Amtssitz und damit namensgebend für einen Amtsbezirk im Kreis Niederung, ab 1922 im Landkreis Tilsit-Ragnit im Regierungsbezirk Gumbinnen der preußischen Provinz Ostpreußen. In Kellmienen lebten im Jahre 1910 230 Einwohner, 1933 waren es 250 und 1939 noch 217. Seit dem 3. Juni 1938 trug das Dorf den neuen Namen „Kellen (Ostpreußen)“. In Kriegsfolge kam es 1945 zur Sowjetunion.

#### Amtsbezirk Kellmienen/Kellen
Der Amtsbezirk Kellmienen (ab 1939: „Amtsbezirk Kellen (Ostpr.)“) bestand von 1874 bis 1945 und gehörte bis zum 30. Juni 1922 zum Kreis Niederung, danach zum Landkreis Tilsit-Ragnit. Anfangs waren ihm zwölf Gemeinden zugeordnet, am Ende waren es noch zehn:
| Name                                  | Änderungsname (1938 bis 1946) | Russischer Name | Bemerkungen                       |
| ------------------------------------- | ----------------------------- | --------------- | --------------------------------- |
| Gaidwethen                            | Geidingen                     |                 |                                   |
| Groß Dummern                          | ab 1928: Groß Ostwalde        | Schepetowka     | 1939 nach Ostwalde eingegliedert  |
| Groß Ischdaggen                       | Großroden                     |                 |                                   |
| Groß Wingsnupönen                     | Großwingen                    | Obrutschewo     |                                   |
| Kattenuppen                           | Kattensteig                   |                 | 1931 nach Krauleiden eingemeindet |
| Kellmienen                            | Kellen (Ostpr.)               | Obrutschewo     |                                   |
| Klein Dummern                         | ab 1928: Klein Ostwalde       |                 | 1939 nach Ostwalde eingegliedert  |
| Krauleiden                            | Krauden                       |                 |                                   |
| Kühlen                                |                               |                 |                                   |
| Papuschienen, Kirchspiel Jurgaitschen | Paschen                       |                 |                                   |
| Schillkojen                           | Auerfließ                     | Schepetowka     |                                   |
| Skardupönen                           | Scharden                      | Scherstnjowo    |                                   |

Am 1. Januar 1945 gehörten zum Amtsbezirk Kellen: Auerfließ, Geidingen, Großroden, Großwingen, Kellen, Krauden, Kühlen, Ostwalde, Paschen und Scharden.

### Försterei Lappienen
Forsthaus Lappienen, ab 1938 Försterei Lappienen, gehörte vor 1945 zum Kreis Niederung im Regierungsbezirk Gumbinnen der preußischen Provinz Ostpreußen und war zuletzt ein Wohnplatz im Gutsbezirk Wilhelmsbruch, Forst. Nach 1929 wurde Wilhelmsbruch eine Landgemeinde, die 1939 dem Landkreis Elchniederung zugeordnet war. 1945 wurde der kleine Ort in die Sowjetunion überführt.

### Obrutschewo
In den Jahren nach 1945 wurden alle drei ehemals selbständigen Orte unter dem gemeinsamen Namen „Obrutschewo“ geführt. Zunächst gehörte Obrutschewo zum Dorfsowjet Kanaschki selski Sowet und seit 1954 zum Nowokolchosnenski selski Sowet. Die Ortsstelle Groß Wingsnupönen/Großwingen wurde vermutlich spätestens in den 1980er Jahren verlassen. Von 2008 bis 2016 gehörte Obrutschewo zur Landgemeinde Schilinskoje selskoje posselenije und seither zum Stadtkreis Neman.

## Kirche
Die Bevölkerung Groß Wingsnupönens (Großwingens), Kellmienens (Kellens) und Försterei Lappienen war fast ausnahmslos evangelischer Konfession und gehörte somit bis 1945 zum Kirchspiel der Kirche Jurgaitschen (der Ort hieß 1938 bis 1946: Königskirch, heute russisch: Kanasch). Sie war Teil der Diözese Tilsit im Kirchenkreis Tilsit-Ragnit in der Kirchenprovinz Ostpreußen der Kirche der Altpreußischen Union. Heute liegt Obrutschewo im Einzugsbereich zweier neu entstandener evangelisch-lutherischer Gemeinden: der Gemeinde in Slawsk (Heinrichswalde) bzw. der Gemeinde in Bolschakowo (Groß Skaisgirren, 1938 bis 1946 Kreuzingen), die beide zur Propstei Kaliningrad (Königsberg) der Evangelisch-lutherischen Kirche Europäisches Russland gehören.